# Кутлак Джамісі
Кутлак Джамісі (крим. Qutlaq Camisi) — мечеть у селі Кутлак (Веселе) Феодосійського району Автономної Республіки Крим.

## Історія
В кінці 1920 з сільської мечеті зробили клуб, а в 1936 р. зруйнували дерев'яний мінарет, з якого муедзин закликав місцевих до молитви. Саму ж мечеть остаточно знищили у 1961 році.
Нову мечеть побудували в 2010-х роках.